# Acacia tequilana
Acacia tequilana är en ärtväxtart som beskrevs av Sereno Watson. Acacia tequilana ingår i släktet akacior, och familjen ärtväxter. Inga underarter finns listade i Catalogue of Life.